# Удоми
Удоми — посёлок сельского типа в Комсомольском районе Хабаровского края. Упразднён в 2011 году в связи с отсутствием населения. До этого находился на межселенной территории Комсомольского района.